# Spejdercentret Assenbækmølle
Spejdercentret Assenbækmølle er et spejdercenter i Sydvestjylland, som startede som et egentlig center i 1960'erne. Centret er tværkorpsligt mellem Det Danske Spejderkorps, KFUM Spejderne og De grønne pigespejdere. Medhjælperne på centret kaldes Drejere.